# Sărata, Bistrița-Năsăud
Sărata, mai demult Șomfalău, Șumfalău (în dialectul săsesc  Salz, germană Salz, maghiară Sófalva) este o localitate componentă a municipiului Bistrița din județul Bistrița-Năsăud, Transilvania, România.

## Demografie
- La recensământul din 1910, populația satului era de 799 de locuitori, dintre care 482 și-au declarat limba maternă maghiară, 293 română, 23 germană și unul slovacă.
- La recensământul din 2002, populația satului era de 1039 de locuitori, dintre care 578 și-au declarat limba maternă maghiară, 271 română, iar 189 romi.

## Date geologice
În subsolul zonei se găsește o acumulare de sare gemă miocenă.

## Clădiri istorice
- Castelul Lázár Imre.

## Galerie de imagini

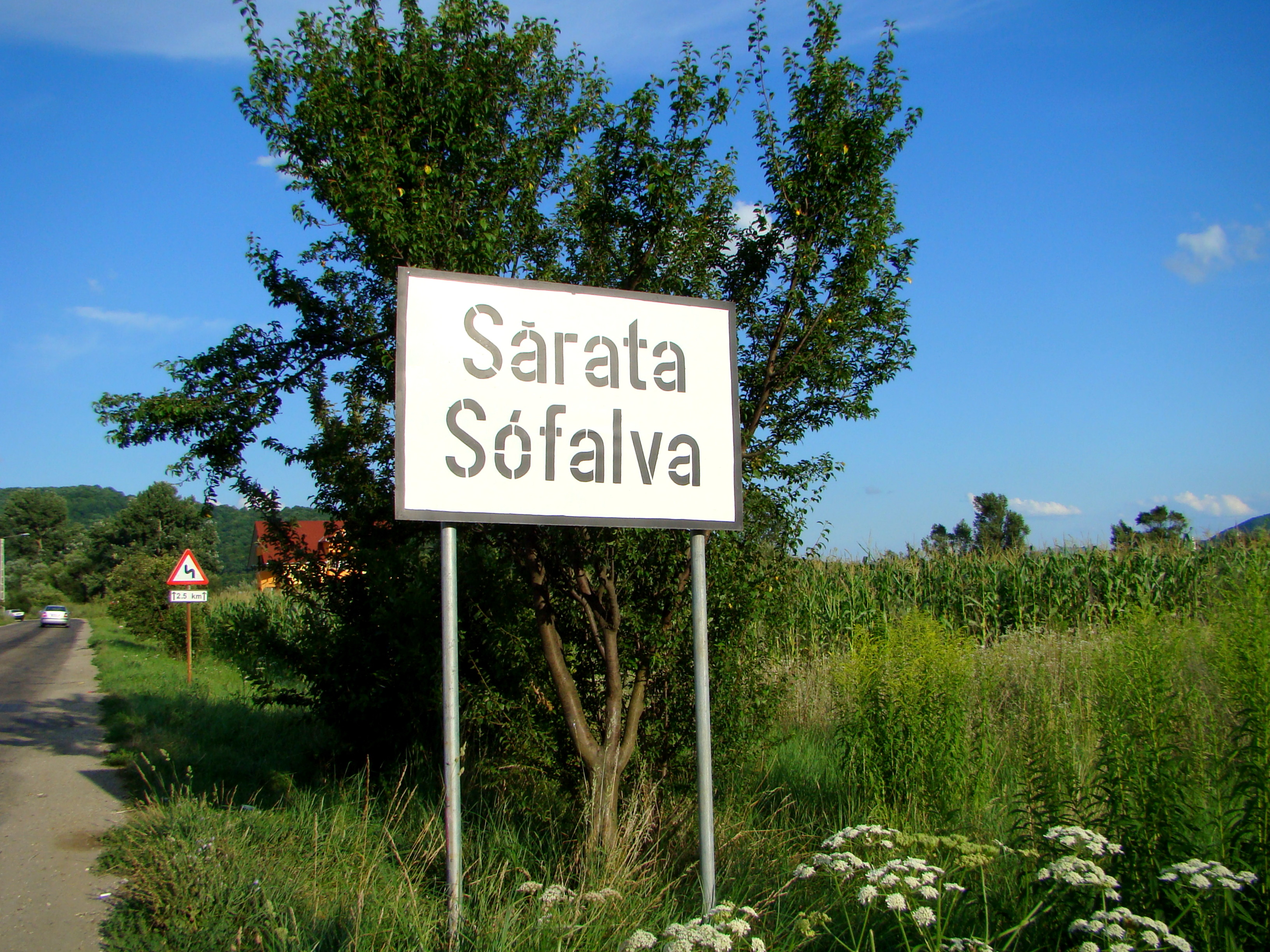
Intrarea în localitate
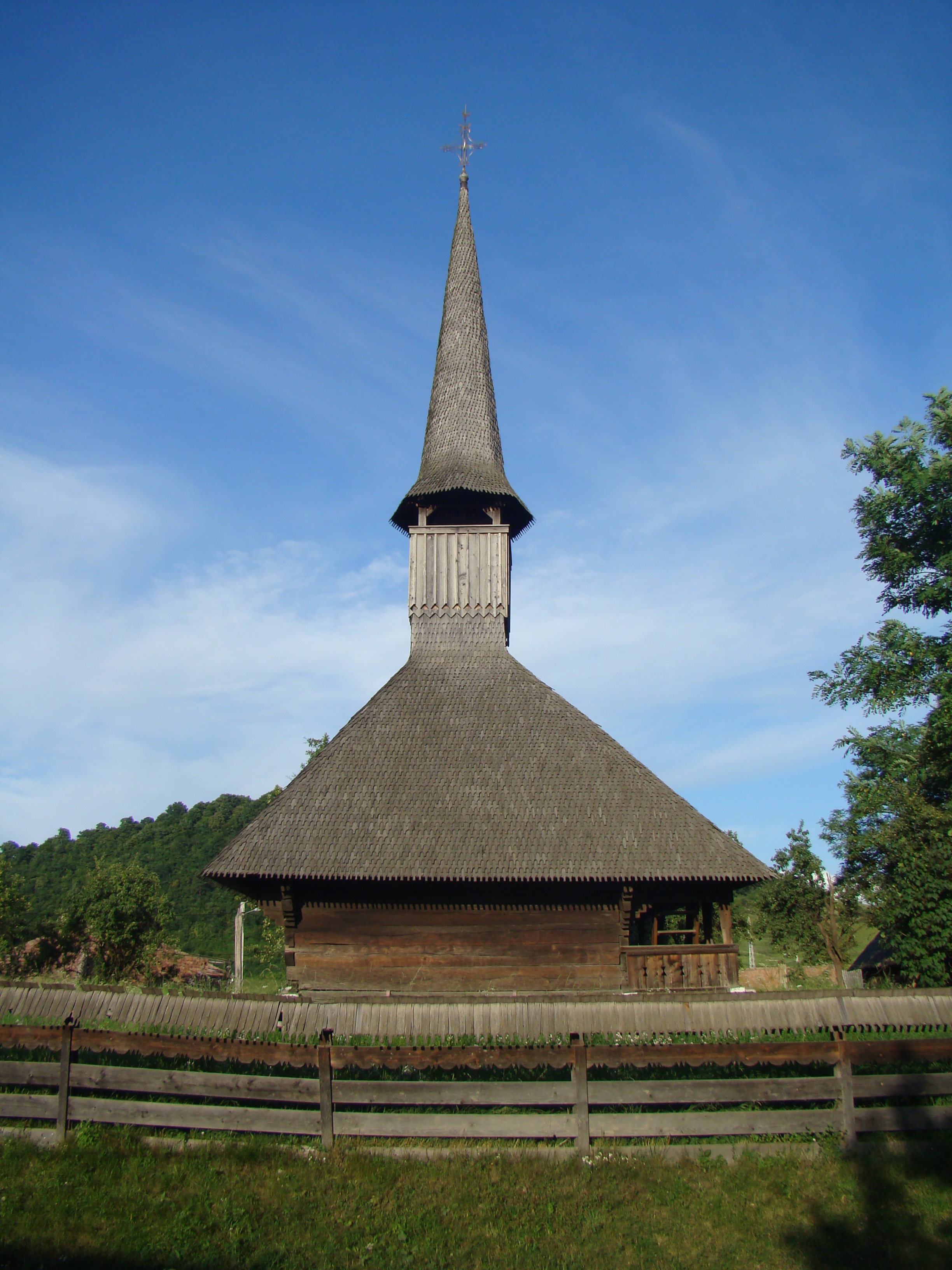
Biserica de lemn din Sărata (monument istoric)
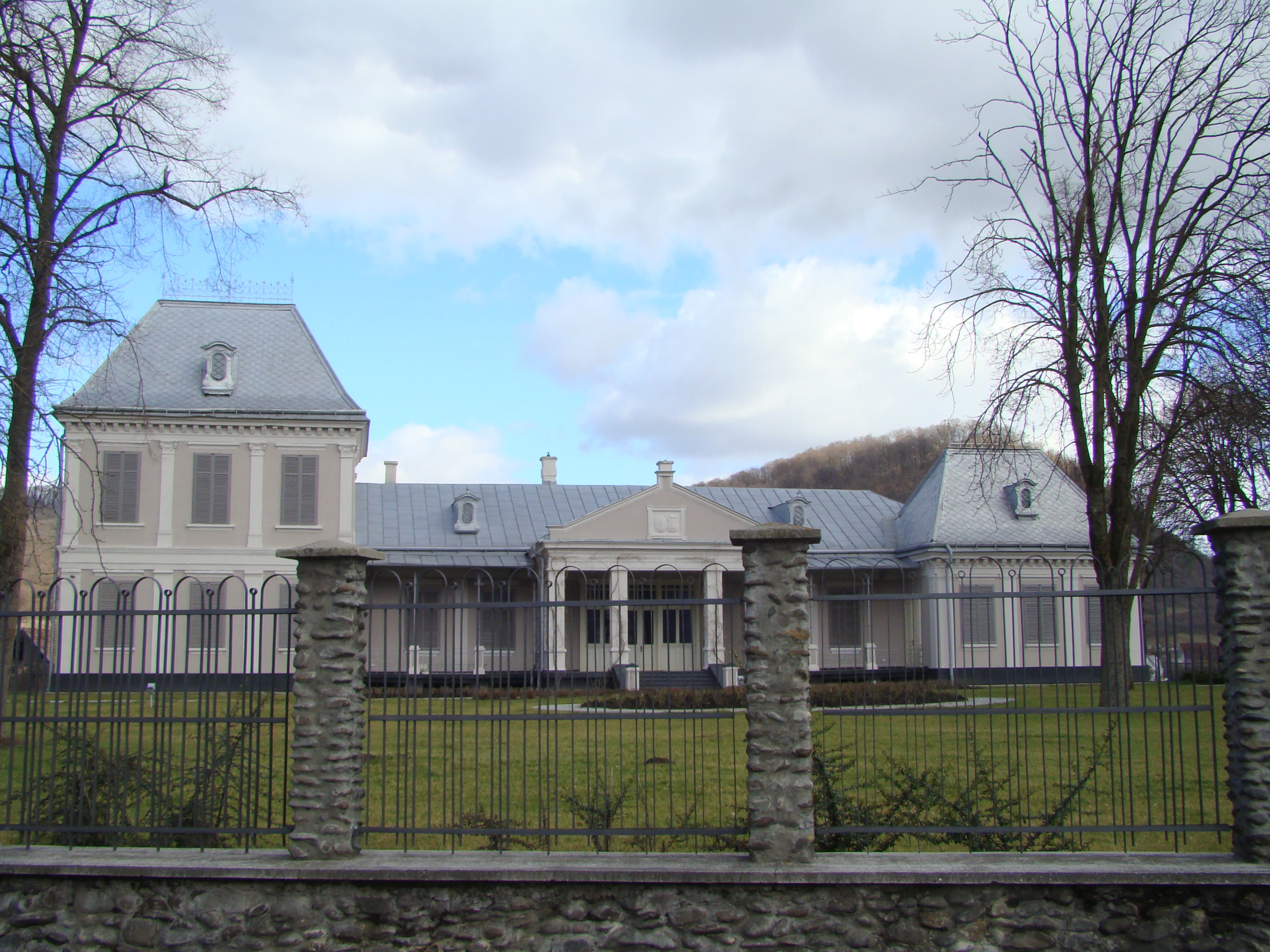
Castelul Lázár Imre (monument istoric)
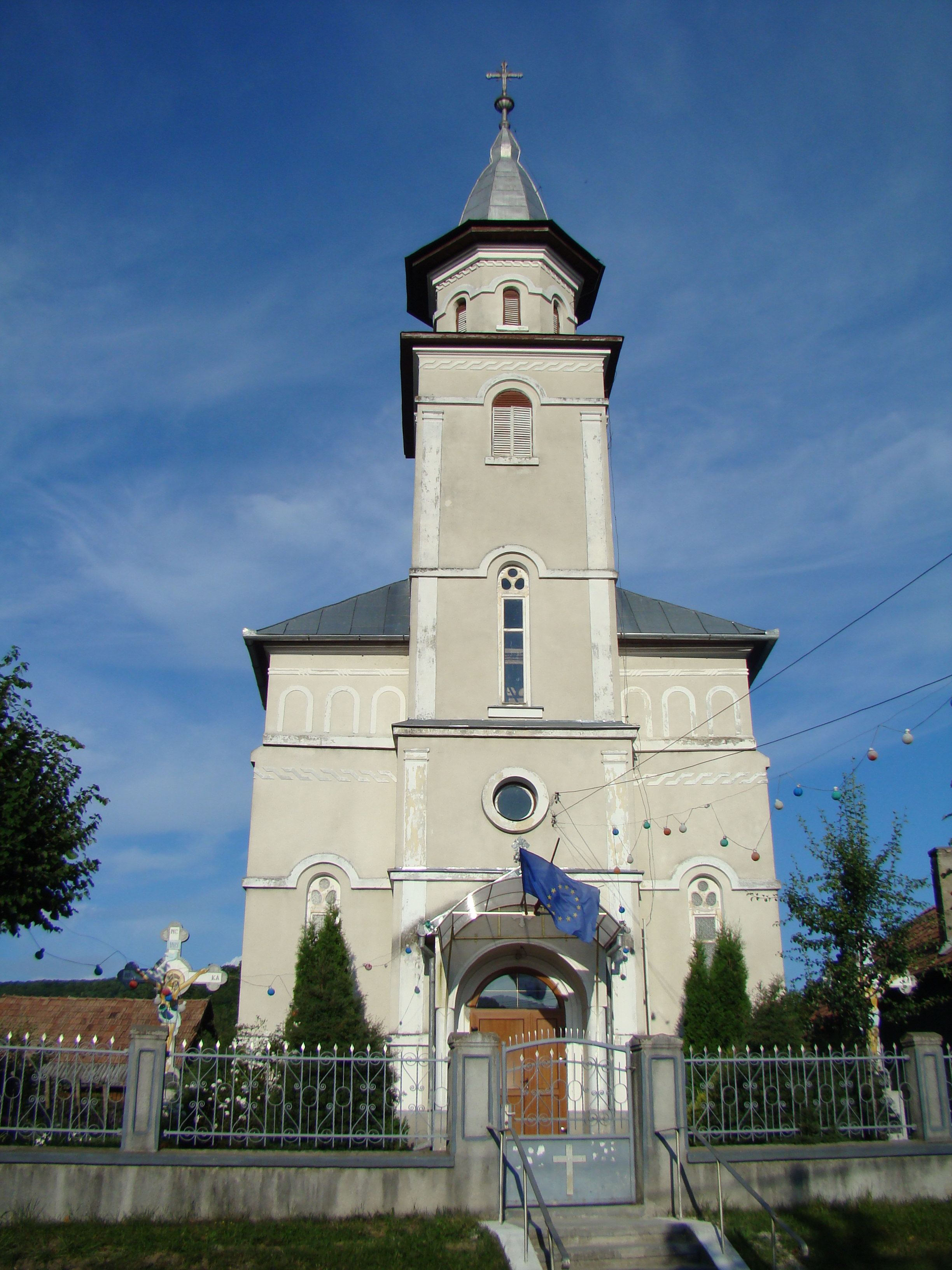
Biserica ortodoxă
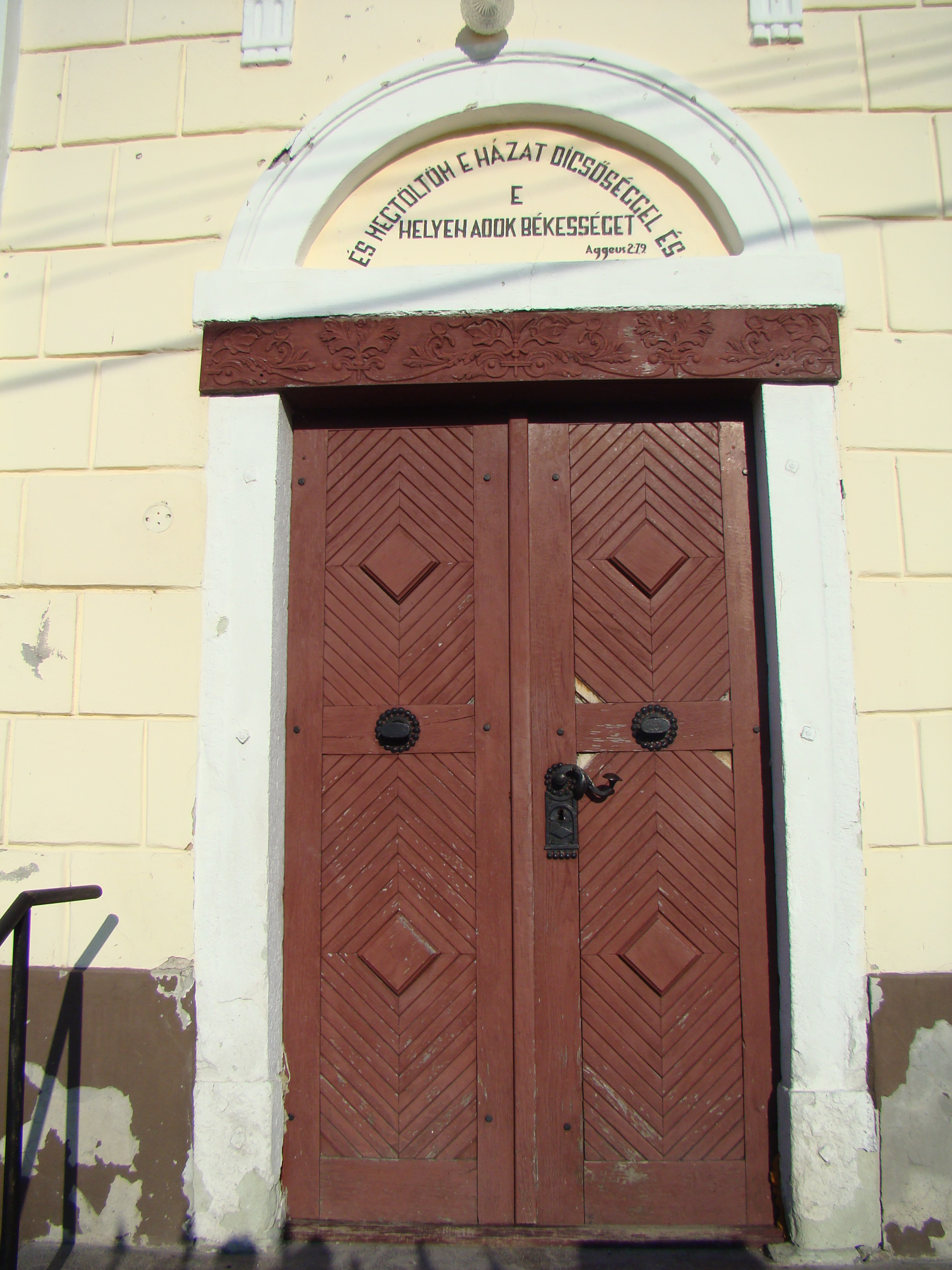
Biserica reformată-calvină (monument istoric)
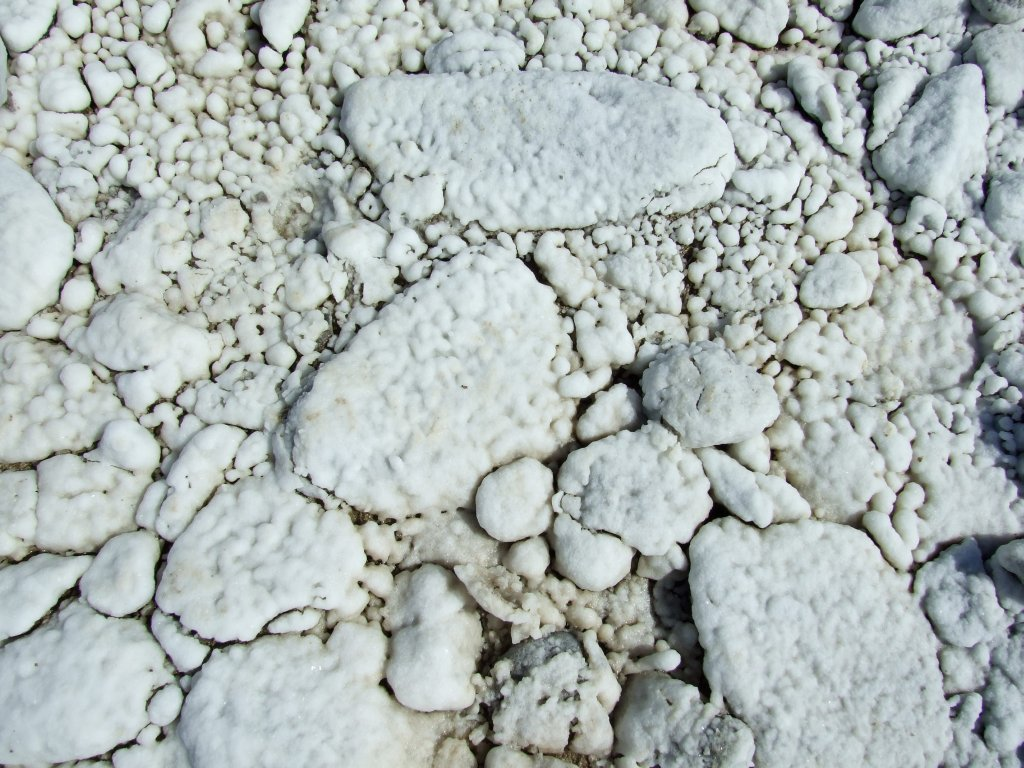
Depuneri de sare în Sărata
Ștrandul cu apă sărată în Sărata
Lacul de agrement „Sărata”

Componența etnică a satului Sărata (1910)
     Maghiari (60,32%)
     Români (36,67%)
     Sași (2,87%)
     Slovaci (0,12%)
Componența etnică a satului Sărata (2002)
     Maghiari (55,6%)
     Români (26,1%)
     Romi (18,2%)
1. ↑  Google Earth